# Elecciones generales de Costa Rica de 2002
Las elecciones presidenciales de Costa Rica del año 2002 se realizaron el domingo 3 de febrero de ese año para elegir al presidente, vicepresidentes, diputados de la Asamblea Legislativa y regidores de los Concejos Municipales del país. Resultó elegido en segunda ronda el conservador Abel Pacheco de la Espriella (Partido Unidad Social Cristiana) por sobre su rival socialista Rolando Araya Monge (Partido Liberación Nacional).
La elección fue particularmente importante por distintos hechos históricos. Fue la primera vez en la historia de la Costa Rica moderna (posterior a la fundación de la segunda república en 1949) en que se realizó una segunda ronda electoral, fue la primera vez que el Partido Unidad Social Cristiana se preservaba consecutivamente en el poder y además fue la primera vez en que partidos emergentes como el Partido Acción Ciudadana y el Movimiento Libertario obtuvieron altas cantidades de votos provocando un quiebre del sistema bipartidista.

## Elecciones primarias

### Partido Unidad Social Cristiana
La Convención Nacional Socialcristiana para definir al candidato del Partido Unidad Social Cristiana a esas elecciones se realizó entre dos precandidatos; Rodolfo Méndez Mata, quien fue ministro de Obras Públicas y gozaba del apoyo del líder y caudillo el expresidente Rafael Ángel Calderón Fournier, y Abel Pacheco de la Espriella, entonces diputado y figura popular por su programa de televisión. La convención fue ganada por Abel Pacheco. Esto representó un hecho destacable ya que Pacheco logró aglutinar suficiente respaldo popular como para vencer al precandidato apoyado por la cúpula tradicional del partido.
Fue un proceso de elección primaria costarricense realizado por los partidarios del Partido Unidad Social Cristiana, en ese entonces uno de los dos partidos mayoritarios del país, acontecida el 10 de junio. Los principales candidatos fueron el Dr. Abel Pacheco de la Espriella, psiquiatra y entonces diputado y famoso por su programa de televisión donde daba consejos para la vida diaria y datos curiosos, y el ex jerarca del MOPT durante la administración Calderón Fournier, el Ing. Rodolfo Méndez Mata.
Precandidatos
- Abel Pacheco de la Espriella, médico psiquiatra, personalidad de la televisión y en ese entonces diputado de la Asamblea Legislativa de Costa Rica.
- Rodolfo Méndez Mata, ingeniero, exdiputado y ex ministro de Obras Públicas y Transportes.
- Luis Fishman: Abogado, exdiputado, exministro de Seguridad y expresidente de la Asamblea Legislativa. Declinó a favor de Abel Pacheco antes  de iniciar la contienda  oficial.

A mediados del año 2000, tras las difícil situación que se vivió en el país y el propio PUSC con el Combo ICE, se empezó a buscar un candidato que lograra evitar que el partido, por aquel momento oficialista, no perdiera popularidad y logra reelegirse el poder otros 4 años más. Es en este momento cuando surgen dos nombres para ser el candidato: el por entonces, ministro de Obras Públicas y Transporte Rodolfo Méndez Mata y el diputado Luis Fishman. Ambos eran socialcristianos de larga trayectoria en la función pública y a pesar de ser bastante conocidos no lograban congeniar con la gente  y les era difícil generan simpatía.  
Por un lado, Méndez contaba con el apoyo y respaldo del líder principal del partido, el expresidente Rafael Ángel Calderón Fournier, hijo del caudillo del calderonismo Rafael Ángel Calderón Guardia y miembro de la importante dinastía política costarricense de la familia Calderón. Mientras que por otro lado Luis Fishman sin el apoyo de los calderonistas, baja popularidad y malos resultados en  las encuestas, noto la inmensa popularidad del entonces diputado y figura de Televisión, Abel Pacheco, pero no solo Fishamn sino que desde antes algunos socialcristianos que no simpatizaban con Méndez Mata y que notaron su bajo apoyo en las encuestas lo vieron como la mejor opción para representar al PUSC y ganar las elecciones de 2002. Esto hizo que Fishman depusiera su precandidatura y apoyará a  Abel que en diciembre del 2000 aceptó la idea y se postuló como precandidato. Su gran exposición mediática y a su personalidad dicharachera y chabacana lo hicieron el favorito y superaba por mucho a Méndez Mata y los calderonistas en la intención de voto. Al lado de Pacheco estuvieron durante toda la precandidatura  Luis Fishman, quien además fue su candidato a segundo vicepresidente y Ricardo Toledo, quien sería futuro diputado, ministro de la presidencia y candidato presidencial del PUSC en el 2006. 
A pesar de que la estructura del partido estaba tomada casi completamente por el calderonismo, Pacheco se impuso en la elección obteniendo el 76% de los votos y consagrándose como candidato presidencial. Calderón le dio una recepción fría a su candidatura. Pacheco enfocó su precampaña en alejarse de los símbolos tradicionales del partido y de Miguel Ángel Rodríguez, por entonces presidente, además no mostró interés por sistema bipartidista en general que, en aquella época, ya mostraba un severa crisis entre la población.
Pacheco ganaría las elecciones del 2002 frente a sus dos más inmediatos rivales, Rolando Araya Monge del Partido Liberación Nacional y Ottón Solís Fallas del Partido Acción Ciudadana.
|  | 76 % |

|  | 24 % |

### Partido Liberación Nacional
La Convención Nacional Liberacionista se realizó con tres precandidatos; Antonio Álvarez Desanti, José Miguel Corrales Bolaños y Rolando Araya Monge. Corrales ya había sido candidato presidencial en 1998 pero fue derrotado. Araya fue precandidato en varias convenciones previas siendo derrotado. La convención se definió a favor de Araya, siendo seguido por Corrales y en último lugar Álvarez Desanti.
La Convención Nacional Liberacionista de 2001 fue un proceso electoral primario costarricense en el cual los partidarios del Partido Liberación Nacional, en aquel momento primera fuerza de oposición, escogieron a su canddiato presidencial de cara a las elecciones presidenciales de Costa Rica de 2002. 
Precandidatos
- Rolando Araya. Ingeniero, fue diputado, ejecutivo municipal de San José, ministro de Obras Públicas y Transportes durante el gobierno de su tío Luis Alberto Monge, presidente de la Juventud Liberacionista, de COPPPAL y vicepresidente de la Internacional Socialista.
- José Miguel Corrales. Abogado, había sido diputado en dos ocasiones y candidato presidencial en las elecciones de 1998 perdiendo ante Miguel Ángel Rodríguez Echeverría del derechista PUSC.
- Antonio Álvarez Desanti. Empresario, había sido diputado incluso presidente del Congreso, presidente ejecutivo de diversas instituciones autónomas y ministro.

Resultó vencedor Rolando Araya quien tenía el apoyo de diversas figuras del partido incluyendo a su tío Luis Alberto Monge y su hermano el alcalde de San José, Johnny Araya. Una vez terminada la elección Corrales reconoció la derrota pero no le dio la adhesión inmediatamente a Araya, a diferencia de Desanti quien además de darle el apoyo inmediato a Araya anunció que se postularía para las elecciones de 2006.
Araya perdería las elecciones ante el candidato del PUSC, el psiquiatra Abel Pacheco de la Espriella obteniendo el porcentaje más bajo de su historia partidaria hasta entonces (33%) y por primera vez en la historia el PLN perdía dos elecciones concecutivas. Algunas de las razones para esto han sido apuntadas como la figura popular de Pacheco y el surgimiento para estas elecciones del Partido Acción Ciudadana fundado por exliberacionistas disidentes que postuló a la figura carismática de Ottón Solís. 
Para las elecciones siguientes una reforma polémica que permitió nuevamente la reelección presidencial dio espacio libre a la candidatura del expresidente Óscar Arias Sánchez. Desanti renunció al PLN tras que su tendencia fue derrotada en las elecciones distritales internas acusando fraude electoral y siendo candidato por el efímero partido Unión para el Cambio. Para las elecciones de 2006 ninguno de los tres precandidatos del 2002 apoyó la candidatura de Arias. Corrales renunció en 2005 al PLN y participó brevemente del también efímero Unión Patriótica. Araya volvería a ser candidato en el 2010 por el pequeño partido Alianza Patriótica pero depondría sus aspiraciones dándole la adhesión a Ottón Solís y para las elecciones de 2014 apoyaría a su hermano Johnny Araya. Corrales sería candidato del recién formado Partido Patria Nueva para estas mismas elecciones.
|  | 51.89 % |

|  | 28.77 % |

|  | 27.4 % |

## Surgimiento delPartido Acción Ciudadana
Figuras ex liberacionistas, ex socialcristianas y de diferentes tendencias políticas y sociales fundan en diciembre del 2000 el Partido Acción Ciudadana, liderado por el ex liberacionista Ottón Solís Fallas. En un resultado inesperado, el nuevo Partido logró un 26% de votos y una bancada legislativa de número similar al de los dos partidos tradicionales por lo que ésta elección marcó el comienzo del fin del bipartidismo costarricense. 

## Otros partidos
Además de los mencionados, los partidos que participaron en total fueron: Partido Independiente Obrero, Movimiento Libertario, Rescate Nacional, Renovación Costarricense, Coalición Cambio 2000, Alianza Nacional Cristiana, Integración Nacional, Partido Patriótico Nacional, Fuerza Democrática y Unión General.

## Candidatos
| Partido | Partido                         | Candidato | Candidato                    |
| ------- | ------------------------------- | --------- | ---------------------------- |
|         | Partido Unidad Social Cristiana |           | Abel Pacheco de la Espriella |
|         | Partido Liberación Nacional     |           | Rolando Araya Monge          |
|         | Partido Acción Ciudadana        |           | Ottón Solís Fallas           |
|         | Movimiento Libertario           |           | Otto Guevara Guth            |
|         | Renovación Costarricense        |           | Justo Orozco Álvarez         |
|         | Partido Integración Nacional    |           | Walter Muñoz Céspedes        |
|         | Fuerza Democrática              |           | Vladimir de la Cruz de Lemos |
|         | Coalición Cambio 2000           |           | Jorge Walter Coto Molina     |
|         | Partido Unión General           |           | Rolando Angulo Zeledón       |
|         | Partido Patriótico Nacional     |           | Daniel Reynolds Vargas       |
|         | Alianza Nacional Cristiana      |           | Marvin Calvo Montoya         |
|         | Rescate Nacional                |           | José Hine García             |
|         | Partido Independiente Obrero    |           | Pablo Angulo Casasola        |

Al no obtener ninguno de los candidatos el 40% mínimo los dos más votados debieron ir a segunda ronda.

## Presidente y Vicepresidentes

### Resultados
|  | 38.58 % |

|  | 31.05 % |

|  | 26.19 % |

|  | 1.69 % |

|  | 1.07 % |

|  | 0.41 % |

|  | 0.27 % |

|  | 0.26 % |

|  | 0.17 % |

|  | 0.11 % |

|  | 0.08 % |

|  | 0.06 % |

|  | 0.05 % |

|  | 97.48 % |

|  | 0.46 % |

|  | 2.06 % |

|  | 100.00 % |

|  | 68.84 % |

### Por provincia
| Provincia  | Pacheco (PUSC) | Pacheco (PUSC) | Araya (PLN) | Araya (PLN) | Solís (PAC) | Solís (PAC) | Guevara (ML) | Guevara (ML) | Orozco (RC) | Orozco (RC) | Otros  | Otros |      |
| Provincia  | Votos          | %              | Votos       | %           | Votos       | %           | Votos        | %            | Votos       | %           | Votos  | %     |      |
| ---------- | -------------- | -------------- | ----------- | ----------- | ----------- | ----------- | ------------ | ------------ | ----------- | ----------- | ------ | ----- | ---- |
| Provincia  | Alajuela       | 109.415        | 37,79       | 98.863      | 31,14       | 71.408      | 24,66        | 4.119        | 1,42        | 2.729       | 0,94   | 3.031 | 4,05 |
| Cartago    | 65.261         | 35,45          | 58.605      | 31,83       | 52.195      | 28,35       | 3.429        | 1,86         | 1.218       | 0,66        | 3.389  | 1,85  |      |
| Guanacaste | 46.457         | 44,29          | 42.589      | 40,60       | 12.702      | 12,11       | 892          | 0,85         | 1.226       | 1,17        | 1.030  | 0,98  |      |
| Heredia    | 54.592         | 36,07          | 50.224      | 26,83       | 40.600      | 33,19       | 2.438        | 1,61         | 1.591       | 1,05        | 1.893  | 1,25  |      |
| Limón      | 47.538         | 48,55          | 27.844      | 28,44       | 14.600      | 14,91       | 2.756        | 2,81         | 3.036       | 3,10        | 2.132  | 2,19  |      |
| Puntarenas | 54.418         | 44,97          | 40.892      | 33,80       | 19.060      | 15,75       | 3.038        | 2,51         | 1.997       | 1,65        | 1.593  | 1,32  |      |
| San José   | 212.596        | 36,59          | 165.637     | 28,51       | 180.492     | 31,06       | 9.143        | 1,57         | 4.607       | 0,79        | 5.292  | 1,48  |      |
| Total      | 590.277        | 38,58          | 475.030     | 31,05       | 400.681     | 26,19       | 25.815       | 1,69         | 16.404      | 1,07        | 21.638 | 1,42  |      |

## Resultado en segunda ronda
Realizada la segunda vuelta el domingo 7 de abril del 2002 Abel Pacheco recibió el 57.95% de los votos para presidente derrotando así a su contricante Rolando Araya Monge.
|  | 57.95 % |

|  | 42.05 % |

|  | 97.56 % |

|  | 0.44 % |

|  | 2.00 % |

|  | 100.00 % |

|  | 60.22 % |

### Por provincia
| Provincia  | Pacheco (PUSC) | Pacheco (PUSC) | Araya (PLN) | Araya (PLN) |       |
| Provincia  | Votos          | %              | Votos       | %           |       |
| ---------- | -------------- | -------------- | ----------- | ----------- | ----- |
| Provincia  | Alajuela       | 143.920        | 56,06       | 112.826     | 43,94 |
| Cartago    | 89.519         | 55,61          | 71.462      | 44,39       |       |
| Guanacaste | 54.831         | 57,11          | 41.176      | 42,89       |       |
| Heredia    | 74.713         | 58,12          | 53.837      | 41,88       |       |
| Limón      | 62.158         | 66,97          | 30.661      | 33,03       |       |
| Puntarenas | 66.755         | 59,68          | 45.100      | 40,32       |       |
| San José   | 284.382        | 57,74          | 208.140     | 42,26       |       |
| Total      | 776.278        | 57,95          | 563.202     | 42,05       |       |

## Asamblea Legislativa
Las elecciones legislativas de Costa Rica de 2002 fueron un proceso electoral realizado el 10 de febrero, paralelamente con las elecciones presidenciales y de regidores. En ellas se eligieron a los 57 diputados de la Asamblea Legislativa.
Se caracterizaron por la inusitada irrupción del recién fundado Partido Acción Ciudadana a la política del país obteniendo 14 diputados, algo que nunca antes había sido logrado por un partido alternativo y que es generalmente señalado como la época en que se da el comienzo del fin del bipartidismo, ya que por primera vez en décadas se formaron tres grandes bancadas en el Parlamento. El Movimiento Libertario también incrementó su número de diputados de uno a seis. 
En estas elecciones fue elegida diputada la futura vicepresidenta y luego presidenta de la República, Laura Chinchilla Miranda.

#### Partidos participantes
|  | 29.78 % |

|  | 27.10 % |

|  | 21.96 % |

|  | 9.34 % |

|  | 3.59 % |

|  | 1.98 % |

|  | 1.71 % |

|  | 0.85 % |

|  | 0.72 % |

|  | 0.53 % |

|  | 0.47 % |

|  | 0.46 % |

|  | 0.45 % |

|  | 0.39 % |

|  | 0.32 % |

|  | 0.17 % |

|  | 0.09 % |

|  | 0.09 % |

|  | 96.98 % |

|  | 1.21 % |

|  | 1.81 % |

|  | 100.00 % |

|  | 68.84 % |

### Por provincia
| Provincia  | Unidad Social Cristiana | Unidad Social Cristiana | Liberación Nacional | Liberación Nacional | Acción Ciudadana | Acción Ciudadana | Movimiento Libertario | Movimiento Libertario | Renovación Costarricense | Renovación Costarricense | Fuerza Democrática | Fuerza Democrática | Integración Nacional | Integración Nacional | Otros | Otros |   |
| Provincia  | %                       | S                       | %                   | S                   | %                | S                | %                     | S                     | %                        | S                        | %                  | S                  | %                    | S                    | %     | S     |   |
| ---------- | ----------------------- | ----------------------- | ------------------- | ------------------- | ---------------- | ---------------- | --------------------- | --------------------- | ------------------------ | ------------------------ | ------------------ | ------------------ | -------------------- | -------------------- | ----- | ----- | - |
| Provincia  | San José                | 27.1                    | 6                   | 24.2                | 5                | 27.0             | 6                     | 11.8                  | 2                        | 3.6                      | 1                  | 1.7                | 0                    | 1.8                  | 0     | 2.8   | 0 |
| Alajuela   | 30.2                    | 4                       | 30.5                | 4                   | 20.7             | 2                | 7.5                   | 1                     | 2.8                      | 0                        | 1.3                | 0                  | 1.4                  | 0                    | 5.4   | 0     |   |
| Cartago    | 25.7                    | 2                       | 25.4                | 2                   | 20.8             | 2                | 7.3                   | 1                     | 2.0                      | 0                        | 3.7                | 0                  | 4.5                  | 0                    | 10.4  | 0     |   |
| Heredia    | 27.5                    | 1                       | 24.3                | 1                   | 27.6             | 2                | 10.7                  | 1                     | 3.5                      | 0                        | 2.3                | 0                  | 1.0                  | 0                    | 3.0   | 0     |   |
| Puntarenas | 37.8                    | 2                       | 29.8                | 1                   | 12.9             | 1                | 10.0                  | 1                     | 4.2                      | 0                        | 1.8                | 0                  | 0.4                  | 0                    | 3.2   | 0     |   |
| Limón      | 37.3                    | 2                       | 26.2                | 2                   | 12.7             | 1                | 8.1                   | 1                     | 5.6                      | 0                        | 2.7                | 0                  | 0.8                  | 0                    | 9.4   | 0     |   |
| Guanacaste | 37.9                    | 2                       | 39.1                | 2                   | 10.3             | 0                | 2.8                   | 0                     | 6.2                      | 0                        | 1.2                | 0                  | 0.4                  | 0                    | 2.2   | 0     |   |
| Total      | 29.8                    | 19                      | 27.1                | 17                  | 22.0             | 14               | 9.3                   | 6                     | 3.6                      | 1                        | 2.0                | 0                  | 1.7                  | 0                    | 4.6   | 0     |   |

## Concejos municipales
Las elecciones de regidores municipales de Costa Rica de 2002 fueron un proceso electoral realizado el 10 de febrero, paralelamente con las elecciones presidenciales y legislativas. En ellas se eligieron los 495 regidores propietarios y los 495 suplentes que forman los Consejos Municipales.
| Partidos                  | Partidos                                        | Votos     | %      | ±     | Regidores | Regidores |
| Partidos                  | Partidos                                        | Votos     | %      | ±     | Total     | +/-       |
| ------------------------- | ----------------------------------------------- | --------- | ------ | ----- | --------- | --------- |
|                           | Partido Unidad Social Cristiana (PUSC)          | 469,305   | 30.92  | -9.94 | 180       | -91       |
|                           | Partido Liberación Nacional (PLN)               | 443,320   | 29.21  | -6.17 | 178       | -48       |
|                           | Partido Acción Ciudadana (PAC)                  | 310,201   | 20.44  | Nuevo | 101       | Nuevo     |
|                           | Movimiento Libertario (ML)                      | 84,167    | 5.55   | +3.12 | 13        | +9        |
|                           | Renovación Costarricense (PRC)                  | 54,547    | 3.59   | +1.73 | 7         | +7        |
|                           | Fuerza Democrática (FD)                         | 40,114    | 2.64   | -3.53 | 4         | -20       |
|                           | Partido Integración Nacional (PIN)              | 25,038    | 1.65   | -0.08 | 1         | -2        |
|                           | Coalición Cambio 2000 (C2000)                   | 17,612    | 1.16   | Nuevo | 1         | Nuevo     |
|                           | Partido Acción Laborista Agrícola (PALA)        | 9,225     | 0.61   | -0.49 | 2         | -5        |
|                           | Yunta Progresista Escazuceña (YUNTA)            | 7,765     | 0.51   | -0.19 | 3         | -1        |
|                           | Rescate Nacional (PRN)                          | 7,510     | 0.49   | -0.33 | 1         | Nuevo     |
|                           | Partido Independiente Obrero (PIO)              | 7,460     | 0.49   | Nuevo | 1         | Nuevo     |
|                           | Partido Agrario Nacional (PAN)                  | 5,032     | 0.33   | -0.24 | 1         | -4        |
|                           | Partido del Sol (PdS)                           | 4,880     | 0.32   | +0.06 | 2         | 0         |
|                           | Fuerza Agraria de los Cartagineses (FAC)        | 4,024     | 0.27   | +0.09 | 0         | Nuevo     |
|                           | Curridabat Siglo XXI (CSXXI)                    | 3,726     | 0.25   | -0.12 | 1         | -1        |
|                           | Partido Auténtico Paraiseño (PAPAR)             | 3,264     | 0.22   | Nuevo | 1         | Nuevo     |
|                           | Partido Convergencia Nacional (PCN)             | 2,927     | 0.19   | -0.10 | 0         | -1        |
|                           | Unión General (PUG)                             | 2,495     | 0.16   | -0.83 | 0         | -3        |
|                           | Partido Acción Quepeña (PAQ)                    | 1,956     | 0.13   | Nuevo | 2         | Nuevo     |
|                           | Partido Auténtico Sarapiqueño (PASAR)           | 1,779     | 0.12   | Nuevo | 1         | Nuevo     |
|                           | Partido Nueva Alajuelita (PALNU)                | 1,773     | 0.12   | +0.02 | 1         | 0         |
|                           | Partido Humanista de Montes de Oca (PH-MdO)     | 1,212     | 0.08   | -0.06 | 0         | -1        |
|                           | Alianza por San José (PASJ)                     | 1,127     | 0.07   | Nuevo | 0         | Nuevo     |
|                           | Acción Cantonal Siquirres Independiente (PACSI) | 1,079     | 0.07   | Nuevo | 0         | Nuevo     |
|                           | Partido Garabito Ecológico (PEG)                | 983       | 0.06   | Nuevo | 2         | Nuevo     |
|                           | Partido Humanista de San José (PH-SJO)          | 919       | 0.06   | Nuevo | 0         | Nuevo     |
|                           | Partido Acción Golfiteña (PAGOL)                | 772       | 0.05   | -0.00 | 0         | 0         |
|                           | Partido Guanacaste Independiente (PGI)          | 759       | 0.05   | -0.14 | 0         | -2        |
|                           | Partido Belemita Independiente (PIB)            | 618       | 0.04   | -0.06 | 0         | -1        |
|                           | Partido Consciencia Limonense (PCL)             | 617       | 0.04   | Nuevo | 0         | Nuevo     |
|                           | Partido Humanista de Heredia (PH-Her)           | 517       | 0.03   | -0.05 | 0         | 0         |
|                           | Partido Patriótico Nacional (PPN)               | 485       | 0.03   | Nuevo | 0         | Nuevo     |
|                           | Partido Nuevo Corredores (PUG)                  | 457       | 0.03   | Nuevo | 0         | Nuevo     |
|                           | Partido Humanista de Barva (PH-Barva)           | 183       | 0.01   | Nuevo | 0         | Nuevo     |
|                           |                                                 |           |        |       |           |           |
| Votos válidos             | Votos válidos                                   | 1,517,848 | 96.71  |       |           |           |
| Votos en blanco           | Votos en blanco                                 | 24,694    | 1.57   |       |           |           |
| Votos nulos               | Votos nulos                                     | 26,934    | 1.72   |       |           |           |
| Total                     | Total                                           | 1,569,476 | 100.00 | -     | 503       | -75       |
| Registrados/Participación | Registrados/Participación                       | 2,279,851 | 68.84  |       |           |           |
|                           |                                                 |           |        |       |           |           |
| Fuente                    |                                                 |           |        |       |           |           |

### Repartición
El cantón Central de San José, el más poblado, nombró 13 regidores. Desamparados y Alajuela nombraron 11. Otros menos poblados (Puntarenas, Limón, Pococí, Heredia, Cartago, La Unión, San Carlos, Goicoechea, Pérez Zeledón, etc.) nombraron 9. Otros aún más pequeños (Tibás, Grecia, Vázquez de Coronado, Montes de Oca, Siquirres, Escazú, Turrialba, etc.) nombraron 7 regidores. Finalmente, los más pequeños (Turrubares, San Mateo, Santa Ana, Mora, Montes de Oro, Talamanca, etc.) nombraron 5.

## Repercusiones
Esta elección tuvo repercusiones. Tanto Ottón Solís como Otto Guevara fueron candidatos en las elecciones del 2006 y del 2010 con importante protagonismo. El candidato a segundo vicepresidente de Abel Pacheco, Luis Fishman Zonzinski, quien tuvo un severo conflicto con Pacheco antes de la segunda ronda, nunca asumió la vicepresidencia y fue el candidato del Partido Unidad Social Cristiana en las elecciones del 2010. 
Para las elecciones presidenciales de Costa Rica de 2010, Rolando Araya Monge fue brevemente candidato del recién formado partido Alianza Patriótica aunque luego dio su adhesión a Ottón Solís. Lo mismo en el caso de Walter Muñoz Céspedes, candidato del Partido Integración Nacional en el 2002, el 2006 y 2014. 
Abel Pacheco aseguró que votó por Óscar López, candidato del Partido Accesibilidad sin Exclusión, en el 2010.